# اداره فدرال نگهبانی از قانون اساسی
اداره فدرال نگهبانی از قانون اساسی (به آلمانی: Bundesamt für Verfassungsschutz) سازمان امنیت داخلی جمهوری فدرال آلمان است. همراه با Landesämter für Verfassungsschutz (LfV) در سطح ایالات، این سازمان وظیفه جمع‌آوری اطلاعات از خطرهای تهدیدکننده امنیت فدراسیون یا ایالت، یا قانون، همزیستی مسالمت‌آمیز مردم با امنیت حفاظتی ست.